# Agrilus gibbicollis
Agrilus gibbicollis es una especie de insecto del género Agrilus, familia Buprestidae, orden Coleoptera. Fue descrita científicamente por Fall, 1901.
Se encuentra en el oeste Estados Unidos. Las larvas en robles y mesquites. Los adultos son activos de mayo a agosto.